# Keith O'Brien
Keith O'Brien (anglès: Keith Michael Patrick O'Brien)  (Ballycastle (Antrim), 17 de març de 1938 - Newcastle upon Tyne, 19 de març de 2018) va ser un bisbe catòlic britànic. Va ser Arquebisbe de Sant Andreu i Edimburg entre 1985 i 2013.
O'Brien va ser el cap de l'Església Catòlica a Escòcia i va presidir la seva conferència episcopal. Va dimitir com a arquebisbe el febrer de 2013 després de la publicació d'acusacions que havia tingut una conducta sexual inapropiada amb preveres més joves. El 20 de març de 2015 el Vaticà anuncià que renuncià als drets i privilegis d'un cardenal, tot i que mantingué el títol.

## Biografia

### Joventut i educació
O'Brien va néixer a Ballycastle, al comtat d'Antrim, Irlanda del Nord, el 17 de març de 1938. Després de fer l'educació primària a Ballycastle, es traslladà amb la seva família a Escòcia on el seu pare va servir a la Royal Navy a Falsane, estudiant inicialment a l'Escola Primària St Stephen, Dalmuir, abans de continuar amb l'educació secundària a St Patrick's High School, Dumbarton. La seva família es traslladà a Edimburg, on completà la seva educació secundària, abans d'estudiar a la Universitat d'Edimburg, on assolí un batxiller en Ciències en química el 1959 (i posteriorment una diplomatura en Educació el 1966). Els seus estudis pel presbiterat on a St Andrew's College, Drygrange, Roxburghshire, on va ser ordenat prevere el 3 d'abril de 1965 pel cardenal Gordon Gray. Inicialment, mentre servia a la parròquia de Holy Cross d'Edimburg entre 1965 i 1966, completà els seus estudis en docència. Des de 1966 a 1971 va treballar al Fife County Council com a professor de matemàtiques i ciències; també serví com a capellà a la St Columba's Secondary School, inicialment al Cowdenbeath i després al Dunfermline, mentre assistia a la parròquia de St Bride's, Cowdenbeath.
O'Brien va ser traslladat a la parròquia de St Patrick's, Kilsyth, entre 1972 i 1975; i després a St Mary's, Bathgate, des de 1975 a 1978. Serví com a director espiritual dels estudiants del St Andrew's College, Drygrange des de 1979 a 1980, i després de Rector del St Mary's College, Blairs, el seminari menor prop d'Aberdeen entre 1980 i 1985.

### Arquebisbe i cardenal
O'Brien va ser nomenat arquebisbe de St Andrews i Edimburg el 30 de maig de 1985, sent consagrat bisbe pel cardenal Gray, llavors arquebisbe emèrit a la catedral de Santa Maria d'Edimburg el 5 d'agost de 1985. El papa Joan Pau II el creà cardenal prevere de Ss Joachim and Anne ad Tusculanum el 21 d'octubre de 2003.
O'Brien va ser nomenat Gran Prior de la Tinença Escocesa de l'orde del Sant Sepulcre de Jerusalem el 2001 i rebé la Gran Creu de Cavaller el 2003. a més de Bailif Gran Creu d'Honor i Devoció de l'Orde Sobirà i Militar de Malta el 2005, 
El 2004 O'Brien va rebre el Doctorat Honoris Causa en Dret per la St Francis Xavier University, Antigonish, Nova Escòcia, Canadà, en Teologia per la Universitat de St Andrews i la Universitat d'Edimburg. Va ser administrador apostòlic de la diòcesi d'Argyll i les Illes entre 1996 I 1999, quan el bisbe Ian Murray assumí el govern de la diòcesi. O'Brien va participar en el Conclave Papal del 2005 que elegí el Papa Benet XVI. En anticipació a la visita que el 2010 el Papa Benet XVI va fer a Anglaterra i a Escòcia, O'Brien i Vincent Nichols, arquebisbe de Westminster van dir que la crisi que involucrava a Seán Brady, Arquebisbe d'Armagh, sobre el sacerdot Brendan Smyth i d'altres acusacions d'abusos de clergues era per l'Església catòlica irlandesa i no havia de posar ombres a la visita papal. O'Brien i Nichols van ser preguntats si el Papa havia de respondre a les acusacions fetes contra l'Església sobre els abusos sexuals clericals durant la seva visita de quatre dies, la primera visita papal al Regne Unit des de la que va fer Joan Pau II al 1982. O'Brien va dir que no ho sabia, Nichols digué que els bisbes anglesos, gal·lesos i escocesos tenien lleis robustes per tal de protegir els nens. L'anterior arquebisbe Mario Conti afirmà que tots els bisbes escocesos, llevat d'O'Brien, cooperaren en una investigació independent sobre els abusos de nens a Escocia entre 1952 i el 2012, amb els resultats per ser publicats. La investigació va ser retardada perquè O'Brien i només O'Brien rebutjà la cooperació.
O'Brien volia prendre part en el conclave celebrat al març del 2013 per elegir el successor del Papa Benet XVI, però digué que no hi assistiria (tot i que encara tenia el títol de cardenal), quan anuncià al febrer del 2013 que havia dimitit com a arquebisbe després de les acusacions de comportament sexual inapropiat. El 20 de març de 2015, el Papa Francesc acceptà la dimissió d'O'Brien de totes les seves tasques com a cardenal (tot i que seguia sent-ho), i que realitzaria només una vida estrictament privada sense cap més participació en cap acte públic, civil o religiós.

### Nomenaments curials
Després de la seva creació com a cardenal, O'Brien va ser nomenat membre del Consell Pontifici per a Comunicacions Socials i també membre del Consell Pontifici per la Cura Pastoral de Migrats i Gent Itinerant. Va ser President de la Conferència Episcopal d'Escòcia i diversos càrrecs a petició d'altres membres de la Conferència. A vegades, encara que incorrectament, és anomenat Primat d'Escòcia, encara que mai no se li ha atorgat aquest títol i no hi ha cap precedent a Escòcia per a la posició de Primat.

### Dimissió com a arquebisbe
O'Brien presentà la seva dimissió del govern de l'arxidiòcesi de St Andrews i Edimburg al Papa el 2012, en previsió al seu 75è aniversari al març de 2013; el Papa l'acceptà nunc pro tunc el 13 de novembre de 2012 i decidí que seria efectiu el 25 de febrer de 2013. Seguí com a cardenal. L'anunci de la seva dimissió, després d'acusacions inicialment publicades al diari The Observer, que O'Brien havia tingut una conducta sexual inapropiada amb clergat jove. El Papa nomenà Philip Tartaglia com a administrador apostòlic temporal en lloc d'O'Brien. Al juliol, Leo Cushley, un prevere de Motherwell, va ser nomenat per succeir O'Brien com a arquebisbe.

## Comportament sexual inapropiat i conseqüències
El 2013 es van fer públiques acusacions conforme O'Brien havia tingut una activitat sexual inapropiada entre la dècada de 1980 i el 2003.

### Acusacions i admissió

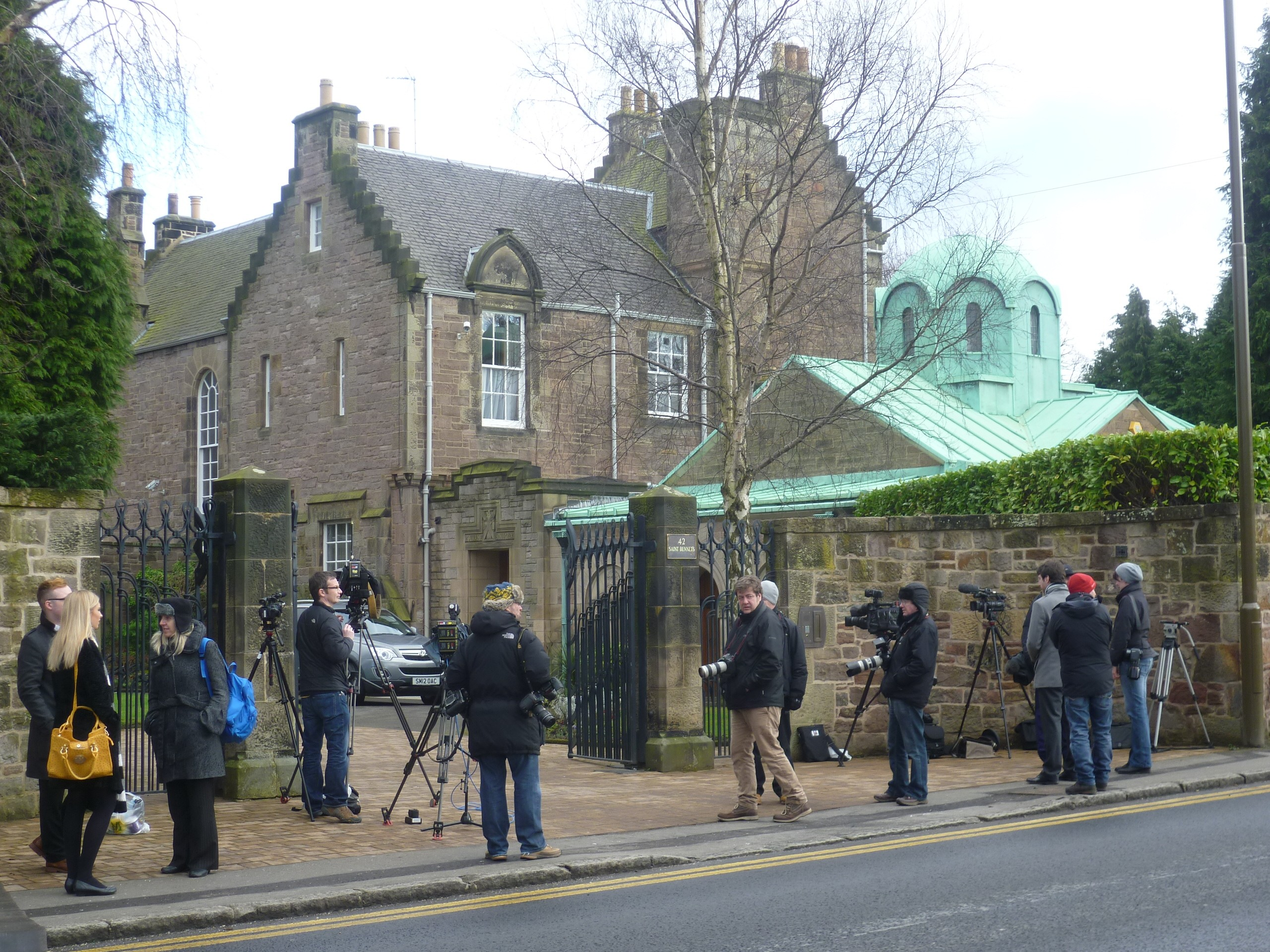
Reporters davant de St Bennets, la residència d'O'Brien a Edimburg, el dia que dimití.

El 23 de febrer de 2013, el diari publicà The Observer que O'Brien havia estat acusat de comportament sexual inapropiat involucrant quatre homes (3 dels quals eren preveres, i el quart ho havia estat) a la diòcesi de St Andrews i Edimburg, a la dècada de 1980. L'ex prevere abandonà el presbiteriat quan O'Brien esdevingué bisbe i afirmà «Sé que sempre ha tingut poder sobre mi (…) Marxo per preservar la meva integritat.» S'informà que un dels querellants necessità consell molt de temps a causa de les accions d'O'Brien.
Un dels quatre, referit només com a "Sacerdot C", al·legà que el grau de control que un superior té sobre els sacerdots subordinats fan que sigui difícil per a ell per rebutjar les demandes d'O'Brien. «Ell [el bisbe per sobre d'un sacerdot] té un immens poder sobre tu. El pot moure, congelar, portar-te a la cleda ... ell controla tots els aspectes de la teva vida.»
La denúncia exigint la renúncia immediata de O'Brien va ser presentada davant l'ambaixador del Vaticà per al Regne Unit i va haver-hi esforços per silenciar almenys un crític.
O'Brien inicialment impugnà les acusacions. Segons la BBC, una font dins de l'església va dir que O'Brien «no sap qui són els seus acusadors i no sap de què l'estan acusant». El 24 de febrer 2013 no va assistir a una servei especial per celebrar els vuit anys de pontificat del Papa Benet XVI a la Catedral de Santa Maria, d'Edimburg. Es va informar àmpliament que ell havia demanat assessorament jurídic i li havien aconsellat no assistir-hi. El 25 de febrer de 2013 es va anunciar que la renúncia presentada prèviament d'O'Brien com a arquebisbe entraria en vigor el 25 de febrer de 2013 i un administrador apostòlic temporal seria nomenat al seu lloc. O'Brien va dir que no anava a participar en el conclave que s'aproximava, tot i que tenia dret a fer-ho. O'Brien llavors no va fer aparició pública més fins a principis de maig de 2013.
El 3 de març de 2013, l'Oficina de Mitjans Catòlica Escocesa va donar a conèixer un comunicat d'O'Brien en el qual va dir «Jo ... Admeto que hi ha hagut moments en què la meva conducta sexual ha caigut per sota dels estàndards esperats de mi com a sacerdot, arquebisbe i cardenal.» Va dir que volia retirar-se definitivament de la vida pública de l'Església. L'arquebisbe Philip Tartaglia, el successor temporal a O'Brien, va dir que la "credibilitat i autoritat moral" de l'Església havia estat danyada.
Posteriorment març 2013 un ex sacerdot va anunciar la seva intenció de demandar O'Brien, dient O'Brien l'havia tocat i besat quan era un seminarista de 19 anys, en la dècada de 1980.
O'Brien va ser acusat a més de tractar de temptejar un sacerdot el 2003 a Roma, en una festa de begudes per celebrar la seva promoció a cardenal. També va al·legar que O'Brien havia estat en una relació física durant molt temps amb un dels reclamants. Se suposa que O'Brien es va mantenir relacions sexuals fins al 2009 com a mínim.
O'Brien es va enfrontar a acusacions d'una "cultura d'amiguisme" dins de la seva diòcesi i que això li va fer menys probable que desafiar els sacerdots als quals havia fet progressar.
A la primavera de 2015 The Glasgow Herald va informar d'acusacions que en almenys 40 casos es va encoratjar als clergues joves a deixar O'Brien escoltar les seves confessions, i l'acte religiós es va utilitzar per al contacte sexual. Es va al·legar que era sabut que O'Brien era gai, però suposadament havia resistència a acceptar les accions d'O'Brien com un depredador sexual. Les víctimes d'abusos sexuals d'O'Brien va sentir-se incapaces de queixar-se perquè dins l'Església només un Papa havia estat capaç de disciplinar un cardenal. Després de la publicació de l'Informe McLellan en 2015 Andrew McLellan va dir tractament d'O'Brien de l'Església va mostrar que el secret segueix sent una "part important de l'atmosfera" dins de l'Església.

### La resposta de l'Església
El 27 abril 2013 The Scotsman va informar que el cardenal Marc Ouellet encapçalaria una investigació sobre O'Brien, i que el nomenament dels bisbes escocesos s'havia aturat fins que es va completar la investigació. Això contradiu un altre informe que suggereix que el Vaticà no celebraria una investigació formal o publicar qualsevol informe oficial perquè "L'Església no funciona d'aquesta manera." No s'havia pres una decisió per degradar o laïcitzar O'Brien.
O'Brien va tornar a Escòcia i va intentar establir-se a la casa de camp propietat de l'església que havia planejat com la seva casa de retir a Dunbar, East Lothian. Un dels seus acusadors, un ex seminarista, va declarar: «Keith O'Brien està donant la impressió que vol un petit retir tranquil ara. La meva experiència no m'ha abandonat durant dècades i pel que a mi respecta això porta coses molt de nou en el focus. Tinc un problema amb Keith O'Brien i ha de ser tractat.» Es temia la visibilitat del cardenal podria danyar l'església encara més. El 15 de març de 2013, es va confirmar que el Vaticà havia ordenat O'Brien deixar Escòcia, i va anar a mesos de "oració i penitència". D'acord amb el Washington Post, «El comunicat no especifica que la decisió va ser imposada a O'Brien pel Vaticà com un càstig, i, de fet, va sortir de la seva manera de suggerir que la decisió va ser O'Brien. Però en el passat, els sacerdots esgarriats haver estat sancionat pel Vaticà amb càstigs de "oració i penitència ", i la declaració clara de Francesc van donar suport al moviment i que la Santa Seu decidiria el seu destí futur.»
El Vaticà va dir el 15 de maig 2013, que O'Brien "deixarà Escòcia durant diversos mesos amb el propòsit de renovació espiritual, oració i penitència" i "s'acordarà qualsevol decisió respecte a futurs acords de La seva Eminència [el cardenal Keith O'Brien] amb la Santa Seu ".
Els partidaris d'O'Brien es van oposar a l'Església que exigia que O'Brien deixés Escòcia; el canonge John Creanor amenaçà amb accions legals per evitar "l'exili forçat d'O'Brien", i va dir que tenia un equip legal preparat. Richard Holloway, anterior bisbe d'Edimburg de l'Església Episcopal Escocesa, va dir que obligar O'Brien a l'exili d'Escòcia violaria el dret internacional. Holloway va comparar l'exili forçat d'O'Brien a la tàctica de "lliuraments extraordinaris" (transferència extrajudicial) de la CIA.
Els quatre denunciants van dir que O'Brien necessitava assessorament psicològic en lloc d'oració i penitència. Un sacerdot acusant va dir: «Keith és molt manipulador i necessita ajuda per ser desafiat fora de la seva negació. Si no rep tractament, crec que segueix sent un perill per a si mateix i per als altres.» Els quatre acusadors creien que era una cortina de fum, amb la història no explicada, i volien una investigació per revelar l'abast de les accions d'O'Brien.
En tot l'escàndol, l'Església Catòlica a Escòcia va ser incapaç d'actuar. A partir de juliol 2013 O'Brien era encara qui tenia el rang més alt de l'Església Catòlica de Gran Bretanya. Segons el director de comunicacions de l'oficina de premsa catòlica (que era en gran manera disponible per fer comentaris oficials), Peter Kearney, només Roma podia manejar l'assumpte O'Brien; ningú a Escòcia tenia autoritat per desafiar un cardenal.
Segons Catherine Deveney escrivint a The Observer, l'arquebisbe Tartaglia, qui va ser temporalment cap de St Andrews i Edimburg després de la renúncia d'O'Brien, no va poder fer front al problema, i darrere de les escenes "de dins de l'església" eren crítics; se li va dir que "Està completament mancat de qualitats de lideratge". Kearney va dir l'observador podria haver cap investigació escocès perquè el nunci amb raó no havia identificat els denunciants. Però ell tenia; Kearney aparentment no sabia que Joseph Toal, bisbe d'Argyll i les Illes, s'havia donat noms i demanava ser un punt de contacte.
Deveney diu que aquesta qüestió ja no es tractava d'un fracàs personal, sinó d'una falla sistèmica, i informa que el teòleg Werner Jeanrond va dir «Com a església, hem fracassat en arribar a un acord amb l'homosexualitat. El màxim representant del clergat de l'església és ell mateix una víctima del sistema que no li va permetre viure la seva homosexualitat». Afegeix que hi ha molts altres escàndols que involucren sacerdots escocesos, entre ells almenys un bisbe; les malifetes inclouïen mala conducta sexual, consum excessiu d'alcohol, pagaments per amagar els escàndols i abusos greus, i diu que «O'Brien sap on es troben els cossos. I la jerarquia sap que sap.» Ella diu que aquesta qüestió no es tracta de clergues escocesos, sinó que és a tot el món.
Es va informar al juliol de 2013, que O'Brien estava en un monestir a Europa o, més específicament, una abadia de clausura als Midlands anglesos. Al novembre de 2013 es va produir un informe que O'Brien no s'enfrontaria a cap càstig, la qual cosa va decebre a presumptes víctimes i grups de víctimes.

### La visita apostòlica
Després d'algun retard, es va informar a The Observer el 23 de juny 2013, que el Vaticà havia decidit dur a terme una visita apostòlica. Es tracta d'una inspecció formal d'alt nivell sobre l'assumpte, en el qual el "visitador" rep l'autoritat directament pel Papa. En aquest cas, el visitador era arquebisbe de St Andrews i Edimburg, que encara no havia estat nomenat. El nunci papal Antonio Mennini va dir a un dels denunciants, un ex sacerdot conegut com a "Lenny", de la decisió. Qualsevol persona afectada seria capaç de prestar declaració; si es considerava que hi havia suficients evidències, un procés més profund tindria lloc a Roma. Lenny es va sentir alleujat que els fets serien examinats finalment, però va dir que la visita també va haver d'examinar "si qualsevol promoció van ser concedida als companys del cardenal".
Segons l'article, funcionaris superiors de Roma van dir que la visita seria també per fer front a les acusacions més generals de falles morals de l'Església a Escòcia. Hi va haver crítiques a l'elecció del successor de O'Brien com a arquebisbe d'Edimburg com a visitador;Tom Doyle, advocat canònic que havia treballat a la nunciatura a Washington i més tard representat a víctimes d'abús de catòlics arreu del món, va dir que el punt era que algú des de fora per investigar, i que l'elecció del successor de O'Brien faria que el Església "mirés com ximples". Doyle va dir que es tracta d'un cas anterior, l'abús infantil generalitzat a Irlanda, per una visita apostòlica havia estat una "farsa total" i que només investigacions totalment independents han suscitat una veritat significativa en casos similars, amb grans jurats (no eclesiàstics) als Estats Units i del govern comissions estatutàries a Irlanda.
Els denunciants han estat negociant amb Leo Cushley però també han fet una crida al Papa Francesc. A ells els agradaria una investigació sobre la forma en què la diòcesi va ser governada, la forma de designació d'O'Brien, si persones properes van ser nomenadess per a llocs de poder i també el grau de comportament depredador d'O'Brien. Cushley prometre lliurar les sol·licituds personalment, però desanima la discussió pública del cas. Segons el parer canònic és possible, però poc probable. "Lenny" afirma les finances de l'Arxidiòcesi de St. Andrews i Edimburg sota O'Brien estan sent investigat internament per trobar si hi va haver irregularitats. Si això no es fes, hauria participat el regulador de la caritat. Afirma O'Brien va comprar una moto d'aigua per a un amic i l'origen dels diners és poc clara. L'Església ni ho ha confirmat ni negat.
O'Brien ha estat vivint des gener de 2014, al principi d'incògnit, en una casa proporcionada per l'Església Catòlica Romana al poble de Ellington, Northumberland, Ellington, a cinquanta milles al sud de la frontera amb Escòcia.
Charles Scicluna va investigar O'Brien en abril de 2014 i d'una investigació d'un cardenal com no té precedents. Existeix la preocupació que l'informe suposadament, "prou calenta com per cremar el vernís" de la taula del Papa roman inèdit.
Després de la visita apostòlica de Scicluna, la Santa Seu va anunciar el 20 de març 2015 que Francesc havia ""acceptat la renúncia del cardenal Keith Patrick O'Brien, dels drets i deures d'un cardenal". Una declaració de l'Església Catòlica a Escòcia va confirmar que O'Brien seguiria vivint fora d'Escòcia fins al moment en la seva edat i malaltia requereix aquesta situació per ser revisat. Mantindria el títol de cardenal, però no portarà a terme les funcions d'un cardenal i només pot portar les robes d'un cardenal en privat. D'acord amb l'Oficina de Premsa de la Santa Seu O'Brien no podra participar en les eleccions papals, actuar com a assessor papal, o prendre part en les congregacions i concilis vaticans i perd altres papers d'un cardenal. David Gibson va escriure al Washington Post que "Aquests esdeveniments, [informe inèdit de Scicluna, la llar va comprar per O'Brien, que O'Brien no va ser castigat oficialment], més el fet que O'Brien pot mantenir el títol de cardenal (...) també poden mantenir el tema en bullir en lloc de refredament apagat." L'historiador de l'Església a la Universitat de Kean, Nova Jersey, va dir Christopher Bellitto," Que curiós, en aquest papat sobretot, és que O'Brien perd el poder, però no la pompa, (. ..) un barret vermell és encara un barret vermell, encara que no hi ha un cop darrere seu".
La Xarxa de Supervivents dels Abusats per Sacerdots li preocupa que la transparència que Francesc va prometre està absent i accions errònies o abusives del cardenal s'han mantingut en secret. Hi ha més preocupació que altres clergues no revelin els abusos de O'Brien el que raonable hauria d'haver sabut o sospitat. Bisbes abusivus han renunciat en el passat, però l'acció contra clergues i bisbes còmplices que oculten l'abús seria una innovació útil, ajudaria a prevenir nous abusos i l'ocultació.

### Salut
O'Brien va dir, alhora de criticar un projecte de llei parlamentària sobre l'embriologia el 2008, que portava una targeta de donant d'òrgans. O'Brien ha patit de problemes del cor i va ser equipat amb un marcapassos després de queixar-se de marejos i desmais abans de la missa del diumenge de Passió al març de 2008. Quan es va anunciar que no assistiria al conclave de 2003 va dir que "Apropar-se a l'edat de 75 i de vegades en la salut indiferent, que va licitar la meva renúncia com a arquebisbe de St Andrews i Edimburg al Papa Benet XVI fa uns mesos ".
Va morir el 19 de març de 2018, dos dies després del seu 80è aniversari, per les conseqüències d'un greu trauma al crani producte d'una caiguda.A la biografia redactada pel Vaticà poc després del seu decés no hi ha cap menció de la investigació realitzada sobre els abusos sexuals que hauria perpetrat sobre dos seminaristes i un prevere. Després del seu funeral, celebrat pel cardenal Vincent Nichols el 5 d'abril a l'església de Sant Miquel a Newcastle upon Tyne, va ser enterrat al Mount Vernon Cemetery d'Edimburg, al costat dels seus pares.

## Opinions
O'Brien va ser sovint franc en els seus punts de vista polítics i espirituals. El 1999, al Sínode de Bisbes de Europa, O'Brien va declarar a qui veia a bé per a ser el pròxim arquebisbe de Westminster, després de la mort del Cardenal Hume. Va senyalar al seu candidat, el pare Timothy Radcliffe, Mestre general dels Dominics. Al sínode, Radcliffe va fer una crida a O'Brien, dient que hi havia una crisi d'autoritat que va a l'Església, però la resposta no podia ser "més" èmfasi en l'autoritat. En presència del Papa, Radcliffe va continuar: l'Església no només ha de parlar sobre els pobres, les persones divorciades, les dones que havien tingut avortaments, els homosexuals, sinó que també ha de prendre en el cor de les seves experiències, el seu pa, prendre el que tenien oferir. «Ens culparan perquè ens associem amb la gent equivocada, però tenim un bon precedent.»

### El laïcisme
El 2011 va criticar el "laïcisme agressiu", denunciant el que ell deia que era cert que els cristians es trobaven impedits d'actuar d'acord amb les seves creences. O'Brien va dir que el laïcisme agressiu amenaçava l'herència cristiana i volia que la religió romangués a l'esfera pública. Específicament la legislació que requereix als cristians a tolerar l'homosexualitat era un tipus de secularisme al que O'Brien es va oposar i va demanar als cristians de totes les denominacions a unir-se en la lluita contra el secularisme.
En referència a la legislació sobre la igualtat que impedeix la discriminació contra els homosexuals, ell [O'Brien] va dir que els cristians que enfronten ser marginats en la societat britànica, ja que no estaven disposats a recolzar públicament estils de vida que van en contra del seu sistema de creences.
A la seva homilia de Pasqua del 2011 [O'Brien] inclogué casos en què els cristians havien patit manca de legislació sobre la igualtat, la prevenció de la discriminació contra les persones homosexuals, i ràpidament va atreure el foc dels grups que fan campanya contra el privilegi religiós en la vida pública.
Evan Harris de la National Secular Society i de l'Associació Humanista Britànica digué que les declaracions d'O'Brien eren "paranoiques i injustificades".

### L'homosexualitat
Abans de la seva elevació a cardenal O'Brien havia estat considerat com a "liberal" en el tema de l'homosexualitat, i va assenyalar l'important nombre de sacerdots homosexuals que exercien el ministeri dins l'Església catòlica. No obstant això, al desembre de 2004 va dir a membres del Parlament d'Escòcia que els homosexuals eren "captius d'aberracions sexuals", comparant els homosexuals als presos de la presó Saughton; i més endavant va fer referència a l'homosexualitat com una "degradació moral" No obstant això, O'Brien va retraure al bisbe Joseph Devine en 2005 qui havia suggerit que els homosexuals no han de ser permesos per ensenyar a les escoles catòliques que comenten, "Jo no tinc un problema amb la vida personal d'una persona, sempre que no estan presumint de la seva sexualitat."
El gener de 2006 va criticar els parlamentaris de Westminster sobre la introducció d'Associacions Civils al Regne Unit, i els membres de Holyrood sobre la liberalització de les lleis de divorci a Escòcia. Al juliol de 2006 es va oposar a les propostes per canviar la llei que requeriria a les agències d'adopció catòliques col·locar els nens amb els homosexuals en la mateixa manera que amb els heterosexuals, titllant-la de totalitària.
Al desembre de 2011, O'Brien va reiterar la contínua oposició de l'Església catòlica a Associacions Civils i va suggerir que no haurien d'existir lleis que "facilitessin" les relacions homosexuals, dient que «L'evidència empírica és clara, les relacions homosexuals són manifestament perjudicials per al benestar mèdic, emocional i espiritual de les persones involucrades, cap societat compassiva sempre ha de promulgar lleis per a facilitar o promoure aquest tipus de relacions, que han fracassat els que lluiten amb l'atracció del mateix sexe i la societat en general per les nostres accions.»
El 5 de març de 2012, O'Brien va criticar les propostes del govern al Telegraph d'introduir el matrimoni homosexual, dient que era "una bogeria", i que "redefinir la societat ia la institució del matrimoni és un dels pilars fonamentals de la societat de construcció", i. per tant, la vergonya del Regne Unit. La parlamentària conservadora Margot James, qui va ser considerada una de les dones homosexuals més influents en 2009, va considerar aquests comentaris "alarmistes" i digué: «Crec que és una manera de parlar totalment inacceptable per a un prelat. Crec que el govern no està tractant d'obligar a les esglésies catòliques que celebrin matrimonis gai en absolut. És un assumpte purament civil.» La vicepresident del Partit Laborista, Harriet Harman, va dir que, «Hem tingut el prejudici, la discriminació i l'homofòbia durant centenars d'anys. Això no vol dir que sigui correcte […] jo no vull que ningú se senti que aquesta. és una llicència per atiar el prejudici» Dan Hodges va escriure: «No puc recordar l'última vegada que llegeixo una diatriba més moral i intel·lectualment en fallida d'un membre d'alt rang del clergat.»
Stonewall, un grup de pressió amb seu a Londres contra els atacs a lesbianes, gais i bisexuals, va atorgar O'Brien "Bigot de l'Any" en els seus premis anuals al novembre de 2012. El premi va ser criticat pel primer ministre d'Escòcia, Alex Salmond, com a "clarament erroni" i "no és propici per a un debat adequat i digne sobre la important qüestió de la igualtat a Escòcia".

### Celibat clerical
El 22 de febrer de 2013, en una entrevista a la BBC, O'Brien digué que estava obert a la possibilitat de retirar el requeriment del celibat presbiteral.

### Avortament i recerca amb embrions
Al maig del 2007, demanà als catòlics que rebutgessin els candidats polítics que donessin suport al que anomenava el "mal social" de l'avortament, i digué que aquests polítics no haurien d'esperar seguir com a membres plens de l'Església.
Durant març de 2008, O'Brien va destacar la qüestió de la Llei de Fertilització Humana i Embriologia que s'estava debatent al Parlament, denunciant al govern per un "atac monstruós en els drets humans" a través del seu suport "malament" dels experiments de "Frankenstein". Alguns científics suggereixen que va usar deliberadament un llenguatge incendiari per provocar l'oposició al projecte de llei; altres van argumentar que estava donant la cara per la moral i van obligar el Govern a permetre que els diputats votin lliurement sobre el tema. (Gordon Brown havia imposat originalment un fuet de tres línies de parlamentaris laboristes, el que significa que havien de donar suport al projecte de llei, amb independència de les conviccions personals.)
O'Brien mateix va narrar en una gravació de vídeo de 5 minuts en què va declarar els "molts, molts problemes" de l'Església Catòlica en relació amb el projecte de llei que havia de ser votada al Parlament. Va ser publicat a YouTube, i enviat com un DVD amb tots els membres del Parlament. En el vídeo O'Brien va deixar clar que no estava en contra de la investigació mèdica, i va donar suport a la investigació amb cèl·lules mare no embrionàries, però es va oposar a la utilització d'embrions que després serien destruïts. Va expressar la preocupació de l'Església sobre els "híbrids humano-animals".

### Política britànica
Al febrer de 2010 el Secretari d'Estat per Escòcia, Jim Murphy, va dir a la Cambra dels Comuns que la fe era "en les pròpies bases del Partit Laborista" i va animar l'obertura a la religió en la vida pública. O'Brien va respondre dient que "donava la benvinguda al sentiment", però assenyalà que "un exemple tangible pel Govern en l'última dècada que va reconèixer o endossat valors religiosos també haurien estat benvinguts. En el seu lloc hem estat testimonis d'aquest Govern porti a terme un sistemàtic i atac implacable dels valors familiars." O'Brien va dir al líder del Partit Laborista escocès, Iain Gray, «Espero que ell [el Papa Benet XVI] et doni el teu infern [durant la seva visita de setembre de 2010] pel que ha succeït en els últims 10 anys.»
Al març del 2011 O'Brien anomenà la política exterior britànica com a "anticristiana" per incrementar l'ajut al Pakistan sense requerir cap compromís del govern pakistanès cap a la llibertat religiosa dels cristians i d'altres minories. Va fer aquesta declaració poc després de l'assassinat del ministre pakistanès Shahbaz Bhatti, que havia parlat contra la llei de blasfèmia.

### Monarquia britànica
O'Brien demanà que es derogués una llei de 310 anys d'antiguitat que prohibeix als catòlics ocupar el ton. Va dir que l'Acta d'Establiment de 1701 estava obstaculitzant els esforços per frenar el sectarisme. El Primer Ministre David Cameron digué que, en principi, donava suport a reformar la llei sobre la successió reial per derogar el veto als catòlics, o a gent casada amb catòlics, ascendir al tron.

### Independència d'Escòcia
En una entrevista a la Universitat de Sant Andreu amb el filòsof John Haldane, publicada al Catholic Herald a l'octubre de 2006, O'Brien afirmà que seria "feliç" si els escocesos votessin per la independència, i va predir que la independència vindrà "abans o tard". Dibuixa un paral·lelisme amb la independència de l'Església catòlica a Escòcia: «és difícil argumentar que la independència eclesiàstica és acceptable però que la independència política no ho sigui.»

## Honors
Comanador de l'orde del Sant Sepulcre de Jerusalem